# Plateau de Chamoise
Le plateau de Chamoise est une montagne et un plateau situé dans le département de l'Ain et dans le massif du Jura.

## Géographie
Le plateau de Chamoise, situé sur les communes Saint-Martin-du-Frêne et de Port, domine de plus de 350 m la ville de Nantua et son lac situés au nord. À l'ouest, il surplombe la vallée de l'Oignin et les villages de Saint-Martin-du-Frêne et de Port. Sa face ouest est appelée montagne de Chamoise qui culmine à 778 m d'altitude. Son point culminant est le sommet des monts d'Ain, à 1 125 m d'altitude, situé à l'extrémité est du plateau aussi appelé par les Chamoisiens « le Signal ».
Le tunnel de Chamoise, long de plus de 3 300 mètres sur le parcours de l'A40 passe sous le plateau de Chamoise de part en part.

## Loisirs
Chaque année, le bal de Chamoise et la Chamoisienne constitue une des principales festivités du plateau. Plus de 3 000 personnes assistent à un feu d'artifice et participent au bal donné sous le hangar de Chamoise. La course de la Chamoisienne est un duathlon réunissant toutes les générations : une épreuve est réservée aux plus jeunes, vient ensuite la course principale destinée aux adultes et la journée se termine par un verre de Cerdon sur un fond de musique des années 1980.
Une piste de parapente se trouve du côté est du plateau et accueille chaque année des pratiquants de tous niveaux. 

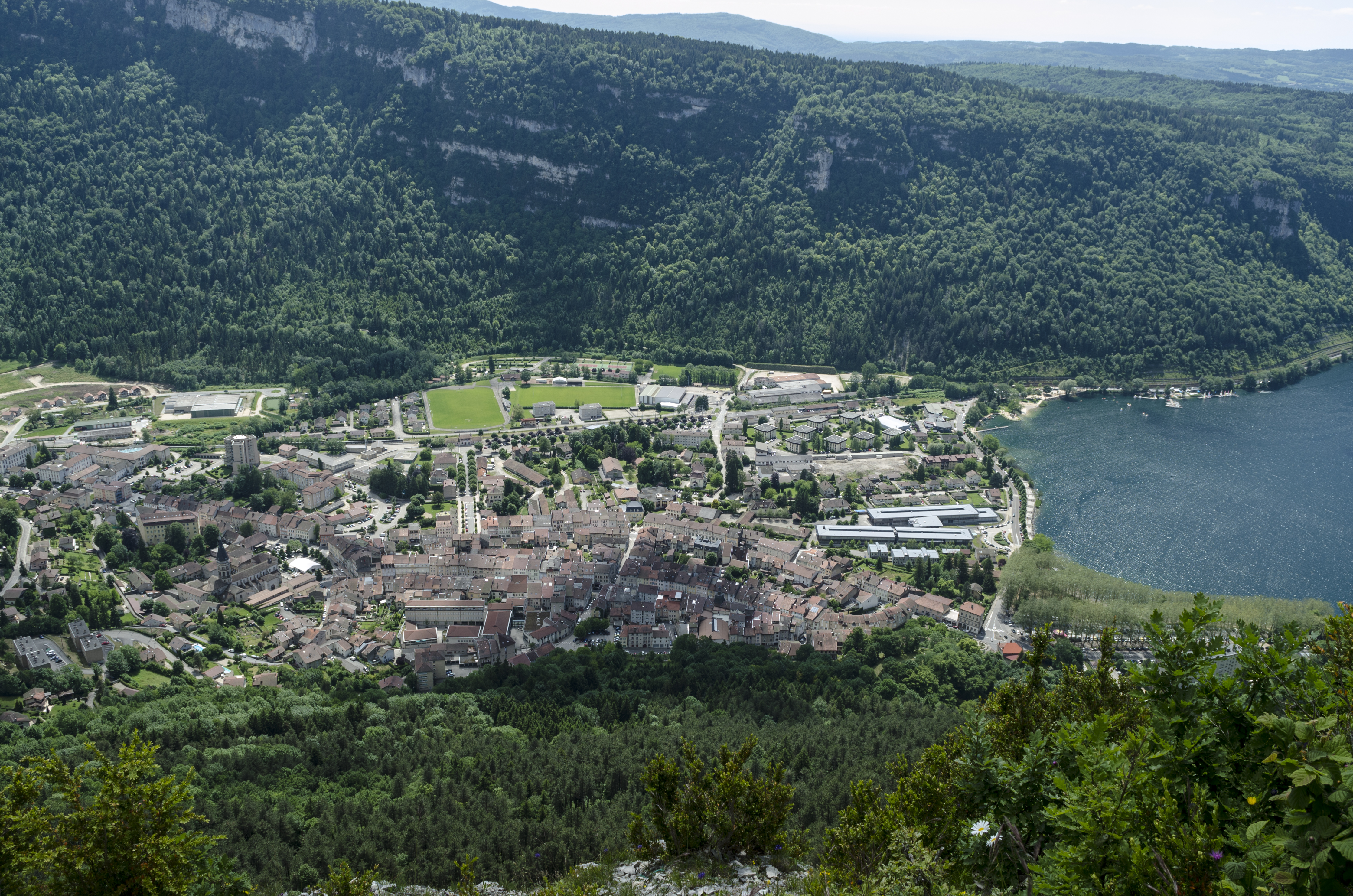
Vue de Nantua au bord de son lac depuis le nord-est avec le plateau de Chamoise sur l'autre rive de la cluse.